# Xã Elm, Quận Putnam, Missouri
Xã Elm (tiếng Anh: Elm Township) là một xã thuộc quận Putnam, tiểu bang Missouri, Hoa Kỳ. Năm 2010, dân số của xã này là 579 người.